# ÖBB X627.7
Die ÖBB X627.7 stellt eine von Plasser & Theurer gebaute Bahndienstfahrzeug-Baureihe der ÖBB dar, die speziell für Tunnelrettungseinsätze konzipiert wurde.

## Geschichte
Die Österreichischen Bundesbahnen hielten im Gegensatz zu anderen Bahngesellschaften für lange Neubautunnels nur Waggons zum Transport von Feuerwehrfahrzeugen und Einsatzkräften bereit. Diese konnten mit gewöhnlichen Fahrzeugen allerdings im Ernstfall wegen der Explosionsgefahr nicht in verqualmte Tunnel transportiert werden. Deshalb beschaffte die ÖBB zwei Bahndienstfahrzeuge der OBW-10-Familie, die mit Explosionsschutz und anderer Sonderausrüstung ausgestattet wurden. Nach mehreren Einsätzen zeigte sich allerdings, dass die Baureihe X627.7 nicht in der Lage war, ein Fahrzeug aus dem Gefahrenbereich zu bergen. Deshalb erhielten mehrere Feuerwehren Österreichs spezielle Löschfahrzeuge, die auch auf Schienen fahren können. Trotz dieser Unzulänglichkeiten befinden sich beide Fahrzeuge noch im aktiven Bestand der ÖBB.

## Technik
Im Großen und Ganzen entspricht die Reihe X627.7 der OBW-10-Familie von Plasser & Theurer. Die Fahrzeuge werden mit einer 200-bar Druckluftbremse versorgt, die auf einem Beiwagen mitgeführt wird. Die gesamte Antriebsanlage (Spezialmotor, Abgasrohre und Kompressor) ist wassergekühlt und mit einem Explosionsschutz versehen, um eine gefährliche Überschreitung der Oberflächenerhitzung von 160° zu verhindern. Die beiden X627.7 sind – wie die meisten Bahndienstfahrzeuge der ÖBB – gelb lackiert und tragen frontseitig und seitlich ein entsprechendes Logo.

## Einsatz
Ein Fahrzeug ist in Pöchlarn, das andere in Hall in Tirol stationiert.